# La Vall d’Alcalà
La Vall d’Alcalà község Spanyolországban, Alicante tartományban. Lakosainak száma 175 fő (2024). La Vall d’Alcalà Benimassot, Planes, Tollos, La Vall d’Ebo és Vall de Gallinera községekkel határos.

## Népesség
A település lakosságának változását az alábbi diagram mutatja:
| Lakosok száma | 175  | 167  | 179  | 192  | 187  | 175  | 171  | 167  | 163  | 175  |
|               | 2001 | 2004 | 2006 | 2009 | 2011 | 2014 | 2016 | 2019 | 2021 | 2024 |